# Sungai Kunyit Barat
Sungai Kunyit Barat is een bestuurslaag in het regentschap Solok Selatan van de provincie West-Sumatra, Indonesië. Sungai Kunyit Barat telt 1855 inwoners (volkstelling 2010).